# Gouvernement de la république démocratique du Congo
 (novembre 2023).
Si vous disposez d'ouvrages ou d'articles de référence ou si vous connaissez des sites web de qualité traitant du thème abordé ici, merci de compléter l'article en donnant les références utiles à sa vérifiabilité et en les liant à la section « Notes et références ».
Le gouvernement de la république démocratique du Congo est issu des élections libres et démocratiques qui engagent le pays dans la Troisième République.

Le gouvernement est dirigé par un Premier ministre nommé au sein de la majorité parlementaire - actuellement Judith Suminwa Tuluka, qui assume le rôle de cheffe du gouvernement. Le président de la République a le rôle de chef de l'État, il est élu au suffrage universel.

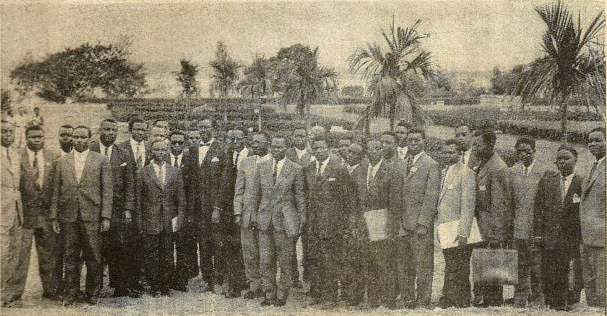
Le premier gouvernement congolais.

## Actuel gouvernement
Le gouvernement Lukonde II est le gouvernement de la république démocratique du Congo depuis 24 mars 2023.

## Gouvernements antérieurs
- Gouvernement Lukonde I
- Gouvernement Ilunga
- Gouvernement Tshibala
- Gouvernement Badibanga
- Gouvernement Matata II
- Gouvernement Matata I
- Gouvernement Muzito II
- Gouvernement Muzito I
- Gouvernement Gizenga II
- Gouvernement Gizenga I
- Gouvernement de transition